# Sèrie L de Dirichlet

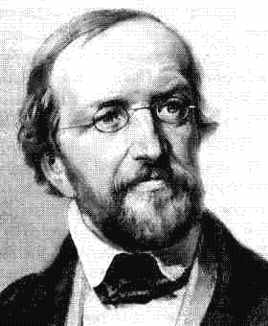
Johann Peter Gustav Lejeune Dirichlet

 En Matemàtiques, una sèrie L de Dirichlet, és una sèrie del pla complex utilitzada en teoria analítica dels nombres.
Per continuació analítica, aquesta funció es pot estendre a una funció meromorfa en tot el pla complex.
Es construeix a partir d'un caràcter de Dirichlet i, en el cas on el caràcter és trivial, la funció L de Dirichlet s'identifica amb la funció zeta de Riemann.
Aquestes propietats permeten demostrar el teorema sobre els nombres primers en les progressions aritmètiques.
S'anomena així en l'honor del matemàtic alemany Johann Peter Gustav Lejeune Dirichlet (1805-1859).

## Definicions
Sigui χ un caràcter de Dirichlet mòdul q on q és un enter estrictament positiu i s un nombre complex de part real superior a 1.
- La sèrie L de Dirichlet per al caràcter χ en el punt s, notada L(s , χ), ve donada per la fórmula següent:

- La sèrie L de Dirichlet d'un caràcter es perllonga analíticament sobre C. Aquest prolongament s'anomena Funció L de Dirichlet i també es nota L(s, χ).

## Comportament en el punt 1
El comportament dels sèrie en el punt u és la clau del teorema de la progressió aritmètica. És la raó per la qual Dirichlet va definir aquestes sèries. Aquí, N designa el conductor dels caràcters estudiats i χ0 el caràcter principal.
- El punt u és un pol del caràcter principal.

- Tot caràcter no principal és definit i analític sobre el semi-pla complex de part real estrictament positiva.

El que significa que no admet cap pol sobre aquesta regió.
- El punt u no és arrel de cap sèrie L de Dirichlet construïda amb l'ajuda d'un dels caràcters.

## Zéros de les funcions L de Dirichlet
Si {\displaystyle \chi \,} és un caràcter primitiu amb {\displaystyle \chi (-1)=1\,}, llavors només els zéros de {\displaystyle L(s,\chi )\,} amb Re(s)<0 són els enters parells negatius.
Si {\displaystyle \chi \,} és un caràcter primitiu amb {\displaystyle \chi (-1)=-1\,}, llavors només els zéros de {\displaystyle L(s,\chi )\,} amb Re(s)<0 són els enters imparells negatius.
Fins a l'existència possible d'un zero de Siegel, es coneix l'existència de regions sense incloure zero i més enllà de la recta Re(s)=1 similars a la funció zeta de Riemann per a totes les funcions L de Dirichlet.
De la mateixa manera que la funció de zeta de Riemann es conjectura com que compleix la hipòtesi de Riemann, les funcions L de Dirichlet es conjectura que compleixen la hipòtesi de Riemann generalitzada.

## Equació funcional
Se suposa que {\displaystyle \chi \,} és un caràcter primitiu de mòdul k. Definint 
{\displaystyle \varepsilon (s,\chi )=\left({\frac {\pi }{k}}\right)^{-(s+a)/2}\Gamma \left({\frac {s+a}{2}}\right)L(s,\chi ),}
on {\displaystyle \Gamma \,} designa la funció gamma i el símbol a  ve donat per 
{\displaystyle a={\begin{cases}0;&{\mbox{si }}\chi (-1)=1,\\1;&{\mbox{si }}\chi (-1)=-1,\end{cases}}}
es té l'equació funcional
{\displaystyle \varepsilon (1-s,{\overline {\chi }})={\frac {i^{a}k^{1/2}}{\tau (\chi )}}\varepsilon (s,\chi ).}
Aquí, s'ha escrit {\displaystyle \tau (\chi )\,} per al sumatori de Gauss
{\displaystyle \sum _{n=1}^{k}\chi (n)\exp(2\pi in/k)\,}.
Nota : {\displaystyle |\tau (\chi )|=k^{\frac {1}{2}}\,}.

## Relació amb la funció zeta de Hurwitz
Les funcions L de Dirichlet es poden escriure com una combinació lineal de funcions zeta de Hurwitz amb valors racionals. Fixant un enter {\displaystyle k\geq 1\,}, les funcions L de Dirichlet per als caràcters mòdul k són les combinacions lineals, amb coeficients constants, de {\displaystyle \zeta (s,q)\,} on q = m/k  i m = 1, 2..., k. Això significa que la funció zeta de Hurwitz per a un de racional q posseeix propietats analítiques que estan íntimament vinculades a les funcions L de Dirichlet.
Precisament, sigui {\displaystyle \chi \,} un caràcter mòdul k. Llavors, es pot escriure la seva funció L de Dirichlet sota la forma 
{\displaystyle L(\chi ,segon)=\sum _{n=1}^{\infty }{\frac {\chi (n)}{n^{s}}}={\frac {1}{k^{s}}}\sum _{m=1}^{k}\chi (m)\;\zeta \left(s,{\frac {m}{k}}\right)}.
En particular, la funció L de Dirichlet del caràcter mòdul 1 dona la funció zeta de Riemann:
{\displaystyle \zeta (s)={\frac {1}{k^{s}}}\sum _{m=1}^{k}\zeta \left(s,{\frac {m}{k}}\right)}.